# Blech Brass Brothers
Blech Brass Brothers ist eine Blasmusikformation aus Österreich, die traditionelle Blasmusik und Popmusik zu einer eigenständigen Mischung verbindet.

## Geschichte
Durch gemeinsames Musizieren in der Musikschule Ottensheim und den örtlichen Musikvereinen in Lacken und St. Gotthard im Mühlkreis kamen die beiden Musiker Thomas Nigl und Florian Ehrlinger auf die Idee, eine eigene Blechbläsergruppe zu gründen. Zu viert begann man, traditionelle Blasmusik und Volksmusik zu spielen. Nachdem sich die Besetzung schrittweise auf acht Blechbläser erweitert hatte, begannen die jungen Musiker, eigene Arrangements und Kompositionen in ihr Programm zu integrieren, die bald zu ihrem Markenzeichen wurden.
2013 präsentierte die Band ihre Debüt-CD Checkstazzz, ab 2015 ging man mit dem Musikkabarett Bezirzmusikfest auf Tour.
2016 erschien das zweite Album Lost in Tradition und die Band trat unter anderem beim Brass-Wiesn-Festival in Eching auf. Im Jahr 2017 wurde die Gruppe um den Schlagzeuger Christian Enzenhofer erweitert. Im August 2017 traten die Musiker auf kurzfristige Einladung hin in einem Freizeitpark in Moskau auf, was ein besonders Highlight für die Band bedeutete. 2018 folgte der erste Auftritt am Woodstock der Blasmusik. Im selben Jahr veröffentlichte die Gruppe außerdem die Singles Zimt und Zucker sowie Schware Göd (als Feature von Beda mit Palme, mit dem die Band seit 2017 häufig gemeinsam auftritt). 2019 folgte gemeinsam mit ihm ein weiterer Auftritt am Woodstock der Blasmusik.
2023 veröffentlichten die Blech Brass Brothers ihr drittes Album, dem mehrere Singles vorausgingen.

## Diskografie

### Alben
- 2013: Checkstazzz
- 2016: Lost in Tradition
- 2023: Die Dritte

### Singles
- 2016: In meine Arm’
- 2018: Zimt und Zucker
- 2018: Schware Göd (Beda mit Palme feat. Blech Brass Brothers)
- 2023: Traum vom Fliegen
- 2023: Mike Drop
- 2023: I’m Gonna Be (500 Miles) (Cover)
- 2023: Der Hund hat meine Noten g'fressn
- 2023: Easy on Me (Cover)